# Kolbuszowa Górna (gmina)
Kolbuszowa Górna – dawna gmina wiejska istniejąca w latach 1934–1942 i 1944–1954 w woj. lwowskim i rzeszowskim (dzisiejsze woj. podkarpackie). Siedzibą władz gminy była Kolbuszowa Górna.
Gmina zbiorowa Kolbuszowa Górna została utworzona 1 sierpnia 1934 roku w powiecie kolbuszowskim w woj. lwowskim z dotychczasowych jednostkowych gmin wiejskich: Domatków, Kłapówka, Kolbuszowa Górna, Kupno, Poręby Kupieńskie, Przedbórz, Werynia i Widełka.
Podczas II wojny światowej w Generalnym Gubernatorstwie (dystrykt krakowski), początkowo w Landkreis Reichshof, gdzie w 1940 roku liczyła 9903 mieszkańców. W 1942 roku zniesiona i podzielona między hitlerowskie twory, gdzie większość miejscowości wysiedlono.:
- SS-Gutsbezirk Truppenübungsplatz Heidelager w Landkreis Debica – części wsi Domatków, Kolbuszowa Górna i Przedbórz;
- nowej gminy Kolbuszowa w  Landkreis Reichshof – Kłapówka, Kupno, Poręby Kupieńskie, Werynia i Widełka oraz części wsi Domatków, Kolbuszowa Górna i Przedbórz.

Po wojnie reaktywowana w odtworzonym powiecie kolbuszowskim w nowo utworzonym rzeszowskim.
31 maja 1947 z części gromady Przedbórz w gminie Kolbuszowa Górna utworzono nową gromadę Huta Przedborska.
1 stycznia 1949 z gminy Kolbuszowa Górna wyłączono gromadę Huta Przedborska, włączając ją do nowo utworzonej gminy Niwiska; natomiast z gminy Niwiska wyłączono gromady Kolbuszowa Dolna i Nowa Wieś, włączajac je do gminy Kolbuszowa Górna.
Według stanu z dnia 1 lipca 1952 roku gmina składała się z 11 gromad: Bukowiec, Domatków, Kłapówka, Kolbuszowa Dolna, Kolbuszowa Górna, Kupno, Nowa Wieś, Poręby Kupieńskie, Przedbórz, Werynia i Widełka.
Gmina została zniesiona 29 września 1954 roku wraz z reformą wprowadzającą gromady w miejsce gmin. Jednostki nie przywrócono 1 stycznia 1973 roku po reaktywowaniu gmin.